# Big Ben Aden

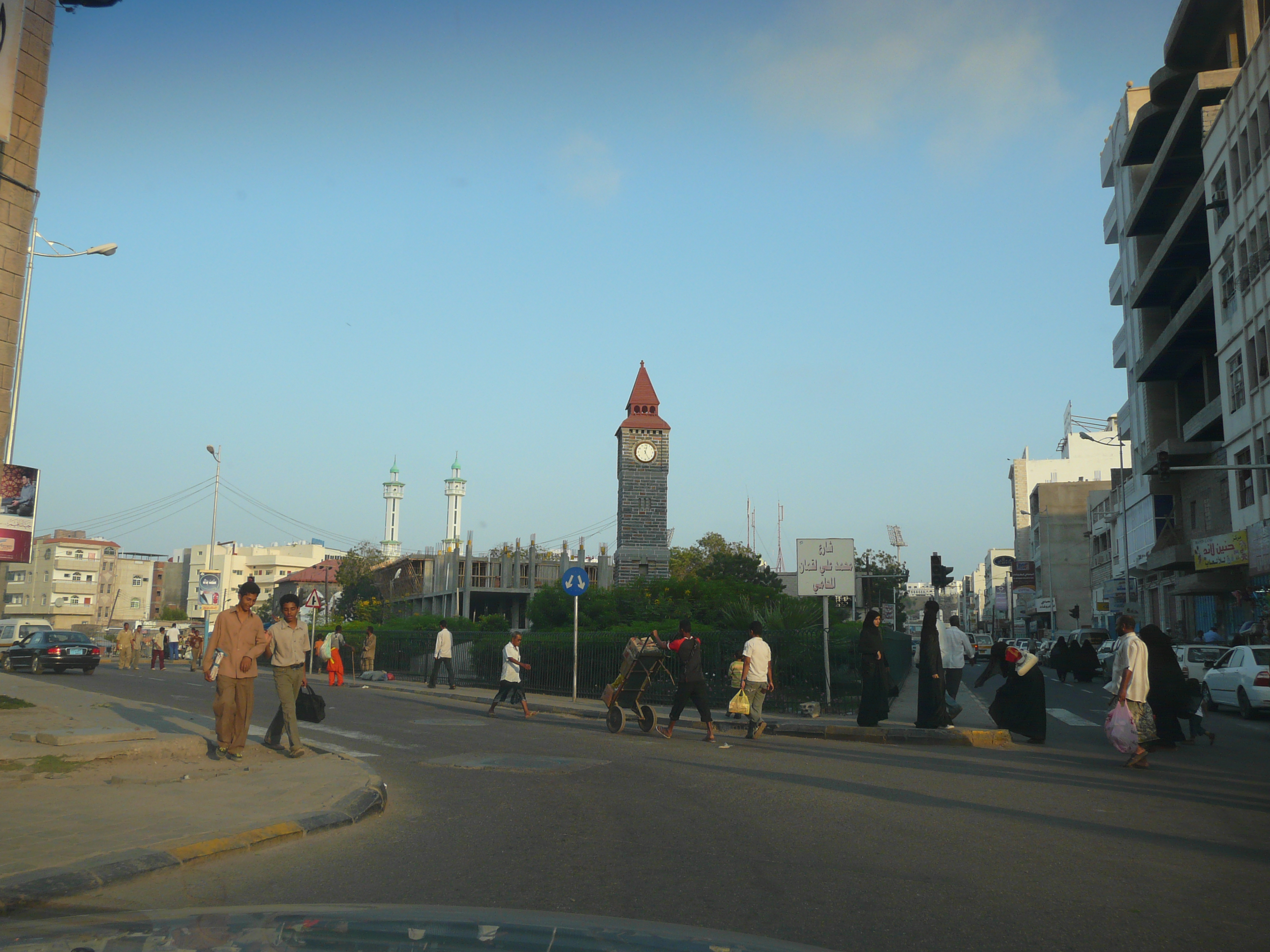
Big Ben Aden ngày 20 tháng 3 năm 2010

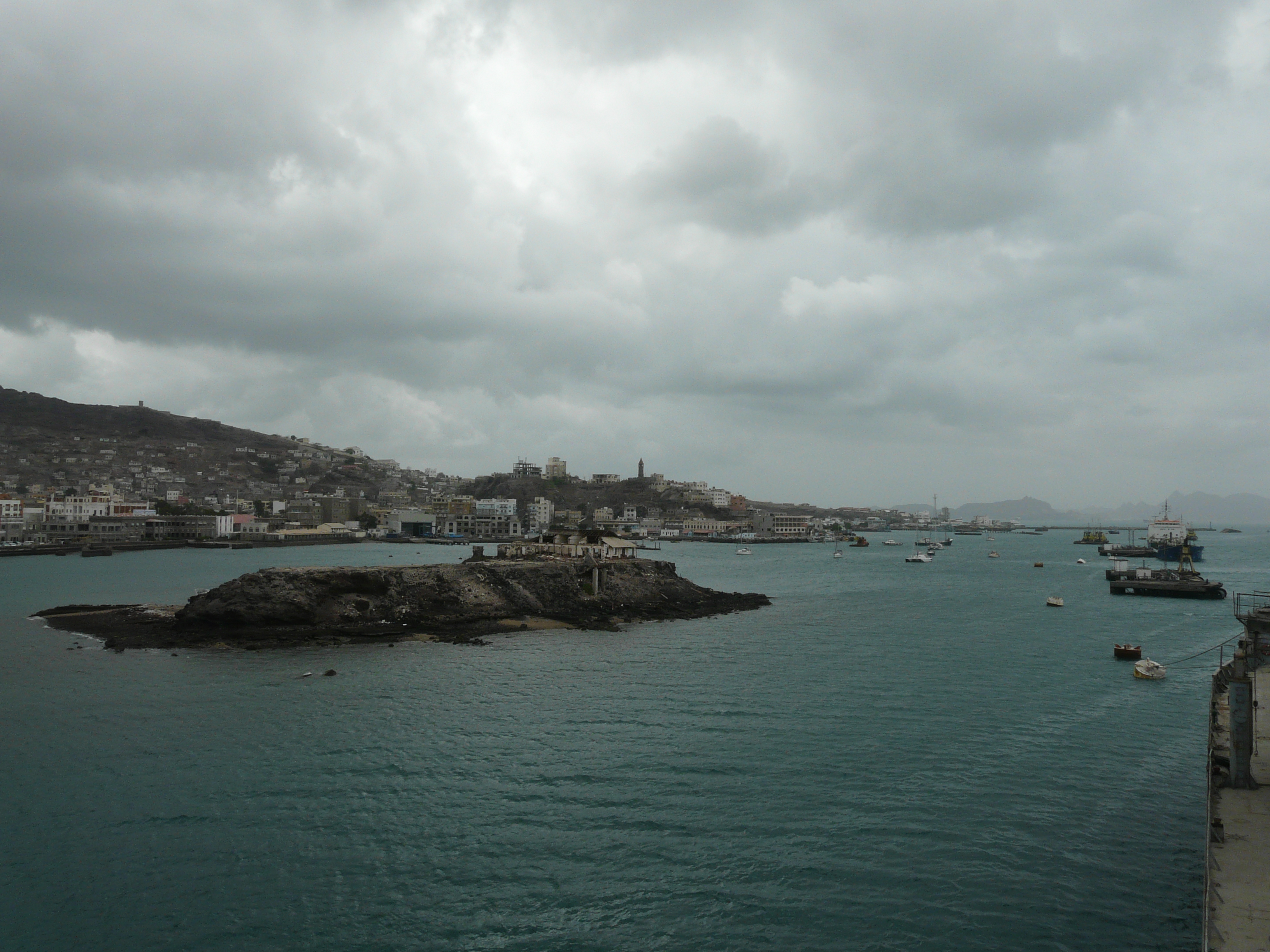
Big Ben Aden, nhìn từ bãi đậu tàu trên cảng

Big Ben Aden (tiếng Ả Rập: بيج بن عدن‎‎) là một tháp đồng hồ ở bên bờ biển thành phố cảng Aden, Yemen, Tây Nam Á được xây dựng bởi các kiến trúc sư người Anh cùng với công nhân địa phương bên cạnh cảng Aden ở Yemen trong thời kỳ Aden còn là thuộc địa của Đế quốc Anh. Nó là một phiên bản thu nhỏ của tháp Elizabeth (trước năm 2012 gọi là tháp Big Ben), một tháp đồng hồ nổi tiếng của cung điện Westminster nằm ria bờ Bắc sông Thames thuộc khu vực trung tâm thành phố London. Trong suốt quá trình hoạt động của mình, Big Ben Aden đã từng bị dừng hoạt động 2 lần và bắt đầu hoạt động trở lại từ tháng 2 năm 2012 cho đến nay. Việc tháp Big Ben Aden được xây dựng là một phần của sự Anh hóa kéo dài từ năm 1839 đến năm 1967 của chính quyền Đế quốc Anh đối với tỉnh Aden thuộc địa.

## Lịch sử
- Tháp được xây dựng cách đây hơn 120 năm và được thiết kế giống với Big Ben ở London, nên nó còn có tên gọi là Big Ben Arab hay Big Ben Phương Đông. Tháp được khánh thành vào năm 1890 bởi các kiến trúc sư người Anh với sự hỗ trợ của các công nhân địa phương, vật liệu để xây dựng tháp chủ yếu là đá đen với hỗn hợp ciment (xi măng). Tháp có hình vuông bốn mặt và nóc tháp là như một hình chóp tứ giác có 4 mặt bên là các tam giác cân được lát gạch màu đỏ.
- Bề ngang của 4 mặt tháp là 1,5 mét; trong đó đường kính của mặt kính đồng hồ rộng 1 m. Chiều cao của tòa tháp là 22 m (72 ft). Bên trong tháp có một cầu thang sắt hình xoắn ốc, để giúp khách tham quan leo lên tháp ngắm toàn cảnh cảng Aden và các khu vực xung quanh Tuwahi. Những chữ số hiển thị thời gian trên mặt đồng hồ được thiết kế bằng chữ số Ả Rập (1, 2, 3, 4,..., 12) chứ không phải bằng số La Mã như tháp Big Ben ở London.
- Năm 1954, Nữ hoàng Elizabeth II đã đi nghỉ tuần trăng mật tại Aden và cụ thể hơn là khách sạn Crescent. Tòa khách sạn được xây dựng từ năm 1930 này là một trong những khách sạn sang trọng đầu tiên trên toàn bộ bán đảo Ả Rập và khu vực Vịnh Ba Tư. Bà đã ra lệnh đánh chuông của tháp vào mỗi sáng để mỗi khi thức giấc từ khách sạn bà có thể nghe thấy tiếng chuông của tháp. Việc này tạo cho bà cảm giác giống như ở London khi sống trong Cung điện Hoàng gia bà luôn thức dậy cùng với những tiếng chuông của Big Ben thật sự.
- Năm 1983, đồng hồ được dừng hoạt động để bảo trì, sau đó được tiếp tục hoạt động trong 3 năm. Đến tháng 1 năm 1986 thì bị dừng lại một lần nữa do bị cướp phá và lấy số của nó để bán phế liệu tại thị trường chợ đen. Năm 2012, Cơ quan địa phương công bố chi phí cho công tác tái thiết và phục dựng của Big Ben Aden hết 24.000 USD sau khi tiến hành thay thế các thiết bị mới cho tháp bao gồm mặt kính đồng hồ, kim đồng hồ và đèn nội thất bên trong tháp.